# W.I.T.C.H. (animatieserie)
W.I.T.C.H. is een Frans-Amerikaanse animatieserie, gebaseerd op de gelijknamige Italiaanse stripreeks. De serie telt twee seizoenen van elk 26 afleveringen, geproduceerd door Sip Animation.
Het eerste seizoen van de serie werd in Nederland vanaf 3 september 2005 uitgezonden op Jetix en later op Disney Channel. Eind 2016 en begin 2017 werd de serie ook uitgezonden op SBS6. In Vlaanderen werd de serie uitgezonden op VTM bij TamTam van 3 september 2005 tot en met 10 maart 2008.
Het tweede seizoen is nooit naar het Nederlands vertaald, maar was in 2011 wel 's nachts op Disney Channel te zien, in het Engels zonder ondertiteling.

## Inhoud
De centrale verhaallijn van de serie is gelijk aan die van de strip. Vijf tieners: Will, Irma, Taranee, Cornelia en Hay Lin, worden uitgekozen om de nieuwe wachters van Kandrakar te worden. Ze krijgen allemaal magische krachten, gebaseerd op de vijf elementen.
Het eerste seizoen volgt in grote lijnen het verhaal van de eerste verhaallijn uit de strip, maar voegt hier een groot aantal zaken aan toe zoals nieuwe personages en subplots. Maar er wordt ook een aantal personages weggelaten. Ook kunnen alle vijf wachters in de serie vliegen in plaats van alleen Hay Lin. In dit seizoen moeten de vijf wachters de wereld Meridiaan redden van de overheersing door de tovenaar Phobos. Tevens moeten ze zijn lang verloren zus zien op te sporen voordat hij haar vindt. Dit blijkt uiteindelijk Cornelia’s vriendin Elyon te zijn.
In het tweede seizoen leren de wachters meer over Kandrakar. Ze komen oog in oog te staan met de kwaadaardige tovenares Nerissa en haar handlangers, een groep magische ridders die ook bekend zijn als De vier ridders van het kwaad.

## Personages

### Overgenomen uit de stripserie
- Will Vandom
- Irma Lair
- Taranee Cook
- Cornelia Hale
- Hay Lin
- Elyon Brown
- Phobos
- Cedric
- Nerissa
- Matt
- Caleb
- Frost
- Vathek
- Elias van Dahl

### Nieuwe personages
Blunkeen groen goblinachtig wezen, afkomstig uit Meridian. Hij dient als vrolijke noot van de serie. Hij is berucht om zijn stank en het feit dat hij zo veel mogelijk dingen van de aarde wil verzamelen. Zijn reukvermogen stelt hem in staat poorten tussen de Aarde en Meridian op te sporen. Hij werkt samen met Caleb en de wachters, maar is niet altijd even betrouwbaar.
Calebde leider van het Meridiaanse verzet tegen Phobos. Hij werkt geregeld samen met de wachters, hoewel hij hen in het begin vrij zwak vindt. Hij komt ook geregeld naar de aarde alwaar hij probeert een normaal leven te leiden. Daarnaast probeert hij de voorlopig onbekend gebleven zuster van Phobos te vinden en voorraden voor de rebellen en het volk van Meridian mee te nemen. Later in de serie wordt hij verliefd op Cornelia, zij blijkt het meisje uit zijn dromen te zijn.
De speurdereen monsterlijke man vergezeld door een net zo monsterlijke hond. Onder zijn cape verbergt hij vleermuisachtige beesten die bomen kunnen omknagen. Hij werkt voor Phobos.
Raythoreen ridder uit Phobos’ leger. Raythor valt in het eerste seizoen al gauw in ongenade en wordt in de Afgrond der Schaduwen geworpen. Hij sluit zich in het tweede seizoen aan bij Nerissa als wraakridder.
Jeeknet als Blunk een passling, maar in dienst van Phobos. Hij voert voornamelijk spionagetaken uit en vindt voor Phobos poorten wanneer dat nodig is.

## Andere verschillen
Bevolking;anders dan in de strip bestaat het volk grotendeels uit mensen gelijkend op de aardbewoners. Uitzondering daarop zijn humanoïden zoals Aldarn, die vlekken in het gezicht zoals van een ex-fluisteraar hebben en/of verhoornde delen in de schedel hebben, zoals volgens de strip de Galhot die bezitten.
Leger;een deel bestaat uit forse kerels die qua postuur niet te vergelijken zijn met het volk; een ander deel van het leger bestaat uit Lurdens, grote afzichtelijke wezens met een laag verstandelijk vermogen.
Poorten;anders dan in de strip zijn de poorten oncontroleerbaar en volkomen willekeurig, tot en met de duur van opening toe. Wie er gebruik van wil maken is afhankelijk van de Passlings, die er een neus voor hebben om ze te vinden.

## Rolverdeling
- Kelly Stables – Will Vandom
- Candi Milo – Irma Lair
- Kali Troy – Taranee Cook
- Christel Khalil – Cornelia Hale
- Liza Del Mundo – Hay Lin Lin
- Kath Soucie – Nerissa
- Lauren Tom – Yan Lin
- Mitchell Whitfield – Phobos
- Dee Bradley Baker – Cedric
- Greg Cipes – Caleb
- Steven Blum – Blunk, Raythor
- Serena Berman – Elyon
- Dee Bradley Baker – Aldarn
- Lloyd Sherr – Vathek

## Nederlandse versie
- Will - Meghna Kumar
- Irma - Nathalie Haneveld
- Taranee - Peggy Vrijens
- Cornelia - Maedy Tol
- Hay Lin - Nicoline van Doorn
- Yan Lin - Paula Majoor
- Caleb - Matthias Quadekker
- Blunk - Timo Bakker
- Elyon - Melise de Winter
- Susan Vandom - Hymke de Vries
- Prince Phobos - Hein van Beem
- Raythor - Jan Nonhof
- Vathek - Marcel Jonker
- Overige stemmen: Marloes van den Heuvel, Marieke de Kruijf

De Nederlandse versie is opgenomen door: Wim Pel Productions.
Disney Channel heeft 's nachts het tweede seizoen in het Engels met ondertiteling uitgezonden.

## Afleveringen

### Seizoen 1
1. It Begins (Het begint)
2. It Resumes (Het gaat door)
3. The Key (De sleutel)
4. Happy Birthday, Will (Fijne verjaardag, Will)
5. A Service to the Community (Een dienst aan de gemeenschap)
6. The Labyrinth (Het labyrint)
7. Divide and Conquer (Verdeel en heers)
8. Ambush at Torus Filney (Hinderlaag bij Torus Filney)
9. Return of the Tracker (De terugkeer van de speurder)
10. Framed (Ingelijst)
11. The Stone of Threbe (De steen van Threbe)
12. The Princess Revealed (De prinses onthuld)
13. Stop the Presses (Stop de perzen)
14. Parents' Night (Ouderavond)
15. The Mudslugs (Het Moddermonster)
16. Ghosts of Elyon (De verschijningen van Elyon)
17. The Mogriffs (De Mogriffs)
18. Walk This Way (Loop hiereen)
19. The Underwater Mines (De onderwatermijnen)
20. The Seal of Phobos (Het zegel van Phobos)
21. Escape From Cavigor (Ontsnapping uit Cavigor)
22. Caleb's Challenge (Calebs gevecht)
23. The Battle of the Meridian Plains (De Meridiaanse veldslag)
24. The Rebel Rescue (De rebellenredding)
25. The Stolen Heart (Het gestolen hart)
26. The Final Battle (Het laatste gevecht)

### Seizoen 2
1. A is for Anonymous
2. B is for Betrayal
3. C is for Changes
4. D is for Dangerous
5. E is for Enemy
6. F is for Facades
7. G is for Garbage
8. H is for Hunted
9. I is for Illusion
10. J is for Jewel
11. K is for Knowledge
12. L is for Loser
13. M is for Mercy
14. N is for Narcissist
15. O is for Obedience
16. P is for Protectors
17. Q is for Quarry
18. R is for Relentless
19. S is for Self
20. T is for Trauma
21. U is for Undivided
22. V is for Victory
23. W is for Witch
24. X is for Xanadu
25. Y is for Yield
26. Z is for Zenith